# San Juan Totolac
Totolac är en kommunhuvudort i Mexiko.   Den ligger i kommunen Totolac och delstaten Tlaxcala, i den sydöstra delen av landet, 90 km öster om huvudstaden Mexico City. Totolac ligger 2 252 meter över havet och antalet invånare är 5 774.
Terrängen runt Totolac är kuperad åt nordväst, men åt sydost är den platt. Runt Totolac är det tätbefolkat, med 383 invånare per kvadratkilometer. Närmaste större samhälle är Tlaxcala de Xicohtencatl, 6,2 km öster om Totolac. Omgivningarna runt Totolac är en mosaik av jordbruksmark och naturlig växtlighet.